# Хорбах (Вестервальд)
Хорбах (нем. Horbach) — община в Германии, в земле Рейнланд-Пфальц.
Входит в состав района Вестервальд. Подчиняется управлению Монтабаур. Население составляет 715 человек (на 31 декабря 2010 года). Занимает площадь 3,94 км².